# Nationalfeiertag (Vietnam)

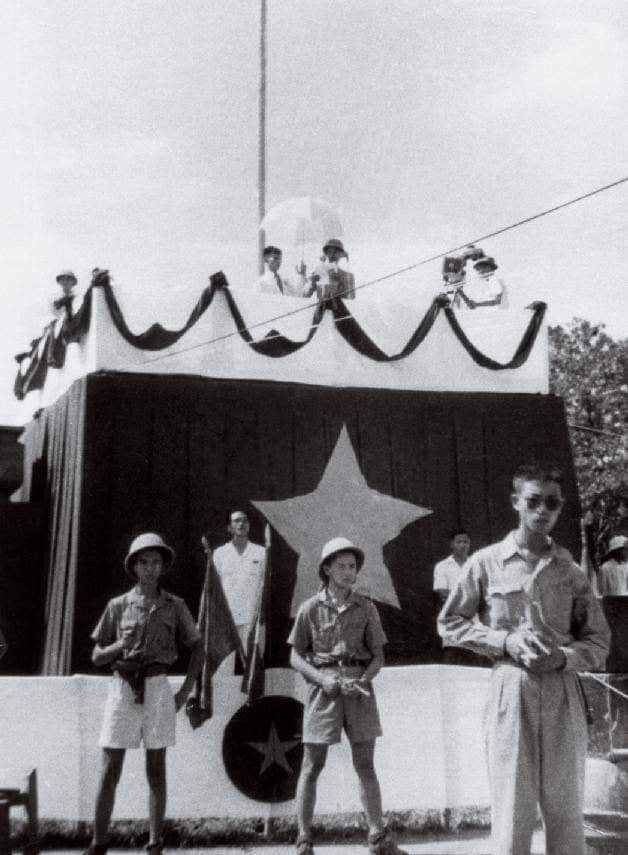
Hồ Chí Minh beim Vortragen der Unabhängigkeitserklärung auf dem Ba-Đình-Platz in Hanoi am 2. September 1945

Der Nationalfeiertag (vietnamesisch Ngày Quốc Khánh) ist ein vietnamesischer Feiertag, der jedes Jahr am 2. September anlässlich und zu Ehren der Unabhängigkeitserklärung Vietnams durch Hồ Chí Minh gefeiert wird.

## Hintergrund
Während der Besetzung Vietnams im Zweiten Weltkrieg erlaubten die Japaner den Franzosen, dort zu verbleiben und einen großen Teil ihres Einflusses beizubehalten. Zum Ende des Krieges entstand ein Machtvakuum in Vietnam, auf dem die Augustrevolution der „Liga für die Unabhängigkeit Vietnams“ (vietnamesisch Việt Nam Ðộc Lập Ðồng Minh Hội, kurz: Việt Minh) aufbaute. In dieser Revolution stürmten und besetzten Vietnamesen Regierungseinrichtungen und drängten am 25. August 1945 den vietnamesischen Kaiser Bảo Đại dazu, abzudanken und somit die 143 Jahre alte Nguyễn-Dynastie abzuschaffen. Am 2. September 1945 erklärte der Anführer der Việt Minh, Hồ Chí Minh, auf dem Ba-Đình-Platz in Hanoi die neue Demokratische Republik Vietnam als unabhängig.

## Einführung
Im Laufe des Vietnamkriegs erstellte die Kommunistische Partei Vietnams eine vereinheitlichte Liste der nationalen Feiertage. Zu diesen neuen Feiertagen gehörten der Internationale Tag der Arbeit am 1. Mai, der Jahrestag der Augustrevolution am 19. August, der vietnamesische Nationalfeiertag am 2. September und der Geburtstag Hồ Chí Minhs am 19. Mai. Das vietnamesische Mondneujahr (vietnamesisch Tết Nguyên Đán), und der vietnamesische Mittherbstmond (vietnamesisch Tết Trung Thu), wurden weiterhin traditionell begangen.
Die Liste der öffentlichen Feiertage Vietnams wurde 2007 überarbeitet, aber der 2. September verblieb als ordentlicher Feiertag. Ab 2019 wird der Feiertag um einen Tag verlängert, indem ein Tag unmittelbar vor oder nach dem 2. September hinzugefügt werden soll.